# Zamarada gamma
Zamarada gamma är en fjärilsart som beskrevs av Fletcher 1958. Zamarada gamma ingår i släktet Zamarada och familjen mätare. Inga underarter finns listade i Catalogue of Life.